# Ізворань (Арджеш)
Ізворань, Ізворані (рум. Izvorani) — село у повіті Арджеш в Румунії. Адміністративно підпорядковане місту Штефенешть.
Село розташоване на відстані 103 км на північний захід від Бухареста, 5 км на схід від Пітешть, 108 км на північний схід від Крайови, 101 км на південний захід від Брашова.

## Населення
За даними перепису населення 2002 року у селі проживали 829 осіб, усі — румуни. Усі жителі села рідною мовою назвали румунську.